# Лі Су Сон
Лі Су Сон (кор. 이수성, 李壽成, I Su-seong, Yi Susŏng; нар. 10 березня 1939) — корейський науковець і політик, двадцять дев'ятий прем'єр-міністр Республіки Корея.
Вивчав право в Сеульському національному університеті. Згодом став президентом альма-матер.
2007 року балотувався на пост президента Південної Кореї, втім невдало.